# Aguanaval
L'Aguanaval és un riu de Mèxic que fa la frontera entre els Estats de Durango i Coahuila. Neix a l'aiguabarreig de dos torrents: el Arroyo de la Leona que naix a la serra El Águila al municipi de Fresnillo i l'Arroyo Prieto que prové de la Serra de Lobatos al municipi de Valparaiso.
Té una longitud de 500 km. A la conca superior és diu Trujillo o riu Grande. Desemboca a la regió de la Laguna, on es fa servir per al reg, entre d'altres per al conreu del cotó. Antigament desembocava en la llacuna de Viesca, actualment seca. Durant els mesos de juny a octubre el riu és de règim torrencial. La resta de l'any des del seu naixement fins a Sant Joan de Guadalupe i des del Canó del Cap al del Realito desguassa aigua que prové brolladors.
Per controlar les aiguades, es va construir la presa Leobardo Reynoso, també coneguda com el Zaus, que té una capacitat de 118 milions de metres cúbics. A més d'aquesta, hi ha una tretzena de preses.
L'ús excessiu pel reg i el canvi climàtic causen problemes de sequera en gairebé tota la conca. Per la gestió de l'aigua es va crear la regió hidràulica Nazas-Aguanaval, que forma part de la Regió VII «Conques centrals del Nord».

## Afluents principals
Afluents per la dreta: els torrents de Paso del Río, d'El Águila, d'El Tigre.
Afluents per l'esquerra: els torrents de l'Agostadero, de San Lucas, del Jaralito, de la Cuestecita, del Congreso i els riu de Sat Bartolo, Quita Pesares, de la Laja, de pesadillas, de San Miguel, de San Juan, de Las Chozas, de Santa Ana, d'Ojo Client i de Pajaritos i finalment el torrents de Mazamitotes i de la Cabeza.